# Bitwa pod Opatowem (1863)
Bitwa pod Opatowem – bitwa stoczona 25 listopada 1863 roku podczas powstania styczniowego.
Wykorzystując fakt, że wojska rosyjskie ruszyły przeciwko powstańcom, którzy gromadzili się w lasach iłżeckich, oddziały powstańcze dowodzone przez generała Józefa Hauke-Bosaka zaatakowały Opatów z trzech stron. Garnizon rosyjski w sile ok. 180 żołnierzy nie był w stanie oprzeć się uderzeniu i został wyparty z miasta. Powstańcy zabrali pieniądze znajdujące się w kasie powiatowej, po czym wycofali się na Suchedniów.